# Graaf van Nottingham

Wapen van graven van Winchilsea-Nottingham

Graaf van Nottingham (Engels: Earl of Nottingham) is een Engelse adellijke titel.
De titel werd in 1377 voor het eerst gecreëerd door Richard II van Engeland voor John Mowbray. Na zijn dood in 1382 stierf de titel uit. Een jaar later werd zijn broer Thomas beleend met de titels graaf van Nottingham en graaf van Norfolk. In 1397 werd deze hertog van Norfolk. Met een kleine onderbreking werden de drie titels vervolgens bijna 80 jaar lang door dezelfde persoon gedragen, totdat John Mowbray, 7e graaf en 4e hertog van Norfolk en 5e graaf van Nottingham in 1476 zonder mannelijke nakomelingen stierf. Zijn dochter Anne Mowbray erfde het graafschap Norfolk, de andere titels vielen aan de kroon.
Een half jaar later werd de titel door koning Eduard IV voor zijn zoon Richard van Shrewsbury, 1e hertog van York gecreëerd, die gehuwd was met Anne Mowbray. Ook hij werd in 1481 hertog van Norfolk. Na zijn dood stierf de titel wederom uit.
Een week na de dood van Richard van Shrewsbury in 1483 werd William Berkeley beleend met de titel. Ook na zijn dood stierf de titel uit.
De titel werd voor de vijfde keer gecreëerd voor Henry FitzRoy, een buitenechtelijke zoon van koning Hendrik VIII, tevens hertog van Richmond en Somerset. Na zijn dood verviel de titel weer aan de kroon.
In 1596 kreeg Charles Howard de titel graaf van Nottingham. Na de dood van zijn zoon Charles kwam de titel in 1681 aan Heneage Finch. Zijn zoon, Daniel erfde de titel van zijn vader in 1682. In 1729 erfde hij de titel graaf van Winchilsea en sindsdien is de titel graaf van Nottingham onlosmakelijk verbonden aan de familie Finch(-Hatton) en aan de titel graaf van Winchilsea.